# MC 한새
MC 한새(MC haNsAi, 본명: 윤성훈, 1977년 1월 14일 ~ )는 대한민국의 힙합 래퍼이다. 2000년대 초반 1세대 힙합 크루 겸 레이블 BCR의 리더로 잘 알려져 있으며, 지금까지 8개의 정규앨범을 포함 130여곡을 발표하였다.

## 생애
1992년, 고등학교 1학년 때부터 자신의 친구들과 밴드를 조직하여 활동을 하였던, 1995년 이창권 1집에 객원 래퍼로 참여하면서 첫 공식 활동을 시작하였다. 당시만 해도 메이저 활동을 꿈꾸던 그는, 1998년 언더그라운드 활동을 시작하게 되었으며, 그 해 KMTV 뮤직스타선발대회에서 JCM상을 수상하였다. 그의 첫 활동 영역은 밀림을 포함한 인터넷이었으며, 여기서 높은 인기를 누린 것은 물론 미국의 온라인 음악 웹사이트에서도 인기 순위 3위에 오르기도 하였다.
2000년 여름 발표한 1집이 10000장 넘게 팔리는 성공을 거두면서 두각을 나타내었고, 2001년에는 자신의 두 번째 앨범에 BCR 크루의 컴필레이션을 포함시키면서 BCR 크루 전원이 주목을 받게 된다. 2000년 여름에는 홍대 앞 클럽 정기 공연과 더불어 Hiphopmind와 Hansaimind라는 프로젝트 팀을 결성하기도 했다. 당시 그의 곡은 "경찰은 진정한 갱스터다" 등의 강한 곡도 꽤 있었으나, 일부에서 "발라드 힙합"이라고 불릴 정도로 서정적인 사랑 노래가 더 주를 이뤄, 세 번째 앨범 "Love Songs"는 이전까지는 힙합 앨범에서 유례가 없었던 '전곡이 사랑 노래인 앨범'이었다.
4집을 계기로 오버그라운드에 진출한 MC 한새는 5집에서  홍경민과 조이락, 조PD를 참여시키며 대중성까지 아우르는 뮤지션이 된다. 5집 이후에는 맥작, 박소연, Kray, RSP등을 프로듀싱하며 BCR 크루를 레이블화 하였고, BCR의 리더로써 후배 가수 양성에도 힘을 기울였으나, 2011년에 BCR엔터테이먼트가 문을 닫으면서 이후에는 자신의 활동이 주를 이루었다. 그 당시 그의 작업물은 7집의 전초전이라 할 수 있는 디지털 싱글 Rap & Blues 시리즈다. 7월에는 "1세대 콘서트" 무대에 오르기도 하였다.
2012년에 들어와서는 그의 활동이 잠잠해졌으나 송지, PK헤만 등의 앨범에 참여하였으며, BCR은 해체되고 대신 그는 소니 뮤직 엔터테인먼트 코리아와 계약을 맺었다. 그 해 9월, 4년 만에 새로운 정규 앨범 FACE를 발표하였다. 일곱번째 앨범이 되는 이 앨범에서 그는 다시 인디 뮤지션으로의 복귀를 선언하였다. 그 후 2013년 5월에 들어서는 과거 오랜 음악적 동료였던 T.O Squad의 멤버들과 함께 뭉쳐 De Crypt라는 프로젝트 팀을 결성, 싱글을 발표하였다. 2013년 11월에는 1년여 만에 새로운 미니 앨범을 발표하였다. 이 앨범에서는 이명박 대통령을 겨냥한듯한 뉘앙스의 수록곡 〈쥐를 잡자〉가 수록되어 어느 정도 이슈가 되었다.
2015년에는 8집 정규앨범을 발표하였고 가수 송지와 함께 디퍼레코드를 설립 후 진에이드, 클라시코, 키스퍼를 영입하여 소속가수들의 음반을 프로듀싱했다.
2016년에 디퍼레코드에서의 마지막 작품 EP '자서' 시리즈 2장을 발표하였고 2017년에는 쇼미더머니6에 출연했다.
2019년에 일렉트로닉 밴드 234를 결성하여 2021년까지 9곡의 노래를 발표했으며, 해리티지비츠라는 회사를 설립해서 93BOY, Marzi를 영입해 음원을 제작하고 있다.
2021년 [다시,한새]라는 유튜브 컨텐츠를 제작해 매주 공개하고 있다. [다시,한새]는 지금까지 MC한새가 발표한 곡들을 다시부르는 내용으로 1집 1번트랙부터 매주 한곡씩 라이브공연을 공개중이다. 130여곡을 매주 라이브 하기 때문에 3년정도가 지속되는 프로젝트이다.
2022년 '파랑색파란 #000' 시리즈 형식으로 음원을 매달 발표하고 있다. 디제이렉스와 함께한 '나의 의미', 그리고 '놀이터', '우리집에 왜', '아마 넌 모르겠지만' 'Re-Verse', '1999'까지 발표되었다.

대표곡: 〈사랑이라고 말하는 마음의 병〉, 〈허무한 나무〉, 〈정말 미쳤어〉, 〈사랑이라고 말하는 마음의 병 pt.2〉, 〈침묵 (Acoustic Mix)〉, 〈이야기의 시작〉, 〈급이 달라〉, 〈따라라〉, 〈전화해줄래〉, 〈귀여워〉, 〈믿겨지지 않는 이야기〉, 〈No Pain No Beat〉, 〈어떻게 사랑이〉, 〈Waterfall〉, 〈지킨다는 것〉, 〈종이심장〉, <치킨 시켜 먹을 때>, <안개>, <아마 넌 모르겠지만>

## 디스코그래피

### 정규 앨범 및 미니 앨범
- 2000년 LP 파랑색 파란
- 2001년 LP Chapter 02 Blue Leaf & BCR Crew
- 2002년 LP Love Song
- 2003년 LP 사랑이라고 말하는 마음의 병
- 2005년 LP 두 번째 이야기의 시작
- 2008년 LP My Birthday
- 2012년 LP FACE - Ghostface
- 2012년 LP FACE - Starface
- 2013년 미니 앨범 HERO
- 2015년 LP 8(Eight)
- 2016년 미니 앨범 자서:안개의 서
- 2017년 미니 앨범 자서:Law of Addiction

### 디지털 싱글
- 2004년 첫번째 크리스마스
- 2008년 급이달라
- 2009년 전화해줄래, 귀여워
- 2009년 귀여워 (Acoustic ver.)
- 2009년 아프다, 엄마 몰래 비밀여행
- 2009년 With U (엄마몰래 겨울여행)
- 2010년 믿겨지지 않는 이야기
- 2010년 No Pain No Beat
- 2011년 어떻게 사랑이
- 2011년 LOVE
- 2011년 Waterfall
- 2011년 새콤달콤해
- 2011년 그날처럼
- 2011년 어쩌나 어쩌나
- 2011년 크리스마스에 짜증난 여친 달래기
- 2014년 보고싶어
- 2014년 오늘부터1일
- 2014년 둘(The Dove)
- 2015년 치킨 시켜 먹을 때
- 2015년 다른 남자
- 2017년 맛있는 녀석들
- 2018년 여친얼굴
- 2021년 나의 의미
- 2021년 놀이터
- 2022년 우리집에 왜
- 2022년 아마 넌 모르겠지만
- 2022년 Re-Verse
- 2022년 1999

### 합작
- 2009년 디지털 싱글 MC 한새 & 원준희 - 사랑은 유리 같은 것
- 2009년 디지털 싱글 MC 한새 & 박소연 - 7th Rap & Blues Take2
- 2009년 디지털 싱글 MC 한새 & 박소연 - With U (엄마몰래 겨울여행)
- 2010년 디지털 싱글 MC 한새 & 한소아 - Loview Music part.1
- 2010년 디지털 싱글 MC 한새 & 스윈 - 초콜렛 뮤직 쉐이크 vol.1 -널 놓치지 말걸
- 2013년 디지털 싱글 De Crypt - Go Hard
- 2016년 디지털 싱글 디퍼센트 - Rich

## 프로듀싱 활동
MC 한새는 활동 초기부터 BCR 크루 안팎의 래퍼들에게 많이 도움을 주었다. 자신의 크루 멤버인 Hiphopmind(현재 epideMIC), Hi-Plusmin, 266, MacJoc, 박소연의 앨범을 프로듀싱 및 작곡으로 도왔으며, 크루 멤버 외에도 유리, Daggaz 등의 곡을 작곡하였다. 2003년부터는 MC 한새의 레이블 BCR이 프로듀싱 팀의 성격을 띤 회사로 변하였으며, 오렌지, DNT 등의 그룹을 프로듀싱하기도 했다.